# James Gatschene Memorial Trophy
Die James Gatschene Memorial Trophy war eine Eishockey-Trophäe der International Hockey League (IHL), die von 1945 bis 2001 Bestand hatte. Sie wurde jährlich an den besten Spieler verliehen. Hervorragende Fähigkeiten und Eigenschaften in den Spielen der regulären Saison stellten die Auswahlkriterien für die Trainer der Liga, die aus den vorgeschlagenen Spielern den Gewinner bestimmten.
In der Saison 1946/47 wurde die Trophäe von den Arbeitern der Chrysler-Fabrik in Windsor, Ontario, zum Gedenken an James Gatschene, dem verstorbenen Kollegen und Eishockey-Star der Detroit-Windsor-Region, gestiftet. Gatschene war bei den Canadian Forces und wurde Opfer des Zweiten Weltkriegs.

## Gewinner
| Saison  | Gewinner            | Team                       |
| ------- | ------------------- | -------------------------- |
| 1946/47 | Herb Jones          | Detroit Auto Club          |
| 1947/48 | Lyle Dowell         | Detroit Bright’s Goodyears |
| 1948/49 | Bob McFadden        | Detroit Jerry Lynch        |
| 1949/50 | Dick Kowcinak       | Sarnia Sailors             |
| 1950/51 | John McGrath        | Toledo Mercurys            |
| 1951/52 | Ernie Dick          | Chatham Maroons            |
| 1952/53 | Don Marshall        | Cincinnati Mohawks         |
| 1953/54 | nicht vergeben      | nicht vergeben             |
| 1954/55 | Phil Goyette        | Cincinnati Mohawks         |
| 1955/56 | George Hayes        | Grand Rapids Rockets       |
| 1956/57 | Pierre Brillant     | Indianapolis Chiefs        |
| 1957/58 | Pierre Brillant     | Indianapolis Chiefs        |
| 1958/59 | Len Thornson        | Fort Wayne Komets          |
| 1959/60 | Billy Reichart      | Minneapolis Millers        |
| 1960/61 | Len Thornson        | Fort Wayne Komets          |
| 1961/62 | Eddie Long          | Fort Wayne Komets          |
| 1962/63 | Len Thornson        | Fort Wayne Komets          |
| 1963/64 | Len Thornson        | Fort Wayne Komets          |
| 1964/65 | Chick Chalmers      | Toledo Blades              |
| 1965/66 | Gary Schall         | Muskegon Mohawks           |
| 1966/67 | Len Thornson        | Fort Wayne Komets          |
| 1967/68 | Don Westbrooke      | Dayton Gems                |
| 1967/68 | Len Thornson        | Fort Wayne Komets          |
| 1968/69 | Don Westbrooke      | Dayton Gems                |
| 1969/70 | Cliff Pennington    | Des Moines Oak Leafs       |
| 1970/71 | Lyle Carter         | Muskegon Mohawks           |
| 1971/72 | Len Fontaine        | Port Huron Wings           |
| 1972/73 | Gary Ford           | Muskegon Mohawks           |
| 1973/74 | Peter Mara          | Des Moines Capitols        |
| 1974/75 | Gary Ford           | Muskegon Mohawks           |
| 1975/76 | Len Fontaine        | Port Huron Flags           |
| 1976/77 | Tom Mellor          | Toledo Goaldiggers         |
| 1977/78 | Dan Bonar           | Fort Wayne Komets          |
| 1978/79 | Terry McDougall     | Fort Wayne Komets          |
| 1979/80 | Al Dumba            | Fort Wayne Komets          |
| 1980/81 | Marcel Comeau       | Saginaw Gears              |
| 1981/82 | Brent Jarrett       | Kalamazoo Wings            |
| 1982/83 | Claude Noël         | Toledo Goaldiggers         |
| 1983/84 | Darren Jensen       | Fort Wayne Komets          |
| 1984/85 | Scott Gruhl         | Muskegon Mohawks           |
| 1985/86 | Darrell May         | Peoria Rivermen            |
| 1986/87 | Jeff Pyle           | Saginaw Generals           |
| 1986/87 | Jock Callander      | Muskegon Lumberjacks       |
| 1987/88 | John Cullen         | Flint Spirits              |
| 1988/89 | Dave Michayluk      | Muskegon Lumberjacks       |
| 1989/90 | Michel Mongeau      | Peoria Rivermen            |
| 1990/91 | David Bruce         | Peoria Rivermen            |
| 1991/92 | Dmitri Kwartalnow   | San Diego Gulls            |
| 1992/93 | Tony Hrkac          | Indianapolis Ice           |
| 1993/94 | Rob Brown           | Kalamazoo Wings            |
| 1994/95 | Tommy Salo          | Denver Grizzlies           |
| 1995/96 | Stéphane Beauregard | San Francisco Spiders      |
| 1996/97 | Frédéric Chabot     | Houston Aeros              |
| 1997/98 | Patrice Lefebvre    | Las Vegas Thunder          |
| 1998/99 | Brian Wiseman       | Houston Aeros              |
| 1999/00 | Frédéric Chabot     | Houston Aeros              |
| 1999/00 | Nikolai Chabibulin  | Long Beach Ice Dogs        |
| 2000/01 | Norm Maracle        | Orlando Solar Bears        |